# Gai Flavi (pompeià)
Gai Flavi (en llatí Caius Flavius) va ser un cavaller romà nascut a Asta, una colònia romana d'Hispània.
Ell i altres equites que havien estat al costat de Pompeu es van passar al partit de Cèsar l'any 45 aC. Podria ser el mateix Gai Flavi mencionat com a enemic d'Octavi (August), que va ser executat l'any 40 aC després de la presa de Perusa.